# Henri Lapeyre
Henri Lapeyre (Bayona, 13 de diciembre de 1910-20 de marzo de 1984) fue un historiador e hispanista francés, especialista en la historia moderna de España. Fue profesor de Historia en la Universidad de Grenoble.
Pasó un año en Madrid, en la École des Hautes Études Hispaniques (Casa de Velázquez), en 1946-1947. 

## Obras

### Del autor
Selección de algunas de sus obras
- Une Famille de marchands : Les Ruiz. Contribution a l'étude du commerce entre la France et l'Espagne au temps de Philippe II Éditions de l'École des Hautes Études en Sciences ISBN 2-7132-0480-1 edición original 1955
  - Una familia de mercaderes: los Ruiz (Edición y traducción de Carlos Martínez Shaw). Valladolid, Junta de Castilla y León 2009[4][5]
- Simon Ruiz et Les asientos De Philippe II ed. Ehess ISBN 978-2-7132-0481-4
- Simón Ruiz en Medina del Campo. 1525-1597.Cámara de Comercio e Industria de Valladolid, 1990, Valladolid.
- La Taula de Canvis (en la vida económica de Valencia a mediados del reinado de Felipe II) 1982 ISBN 84-85446-13-5
- El comercio exterior de Castilla a través de las aduanas de Felipe II (Estudios y documentos)1981 Universidad de Valladolid, Facultad de Filosofía y Letras ISBN 84-600-2220-X[6]
- Ensayos de historiografía 1978 Facultad de Filosofía y Letras, Universidad de Valladolid ISBN 84-600-1164-X
- La Trata de negros con destino a la América Española Durante Los últimos años del reinado de Carlos V. 1544-1555 Separata del Cuaderno de Investigación Histórica. Madrid, 1978
- Carlos Quinto Col. ¿Qué sé? N.º 65 Ediciones Oikos-tau (1972)
- Las monarquías europeas del siglo XVI : las relaciones internacionales Barcelona, España : Labor, 1969, c1969
- Géographie de l'Espagne morisque 1959[7][8]
  - Geografía de la España morisca. Universitat de València. 2011. ISBN 9788437084138.

### Sobre el autor
- Henri Lapeyre, Felipe Ruiz Martín, Revista de Historia Económica - Journal of Iberian and Latin American Economic History, ISSN 0212-6109, Año n.º 3, N.º 1, 1985 , pags. 127-132[9]
- Henri Lapeyre y la historia de España, Luis Miguel Enciso Recio, conferencia pronunciada en la Universidad de Valladolid el 15 de mayo de 1984[10]
- Vázquez de Prada, Valentín (1985). «La personalidad y la obra de un gran hispanista: Henri Lapeyren (1910-1984)». Hispania: Revista española de historia 45 (161): 633-640. Consultado el 8 de marzo de 2016.